# Voile aux Jeux méditerranéens de 2018
Navigation
Mersin 2013 Oran 2022
Les épreuves de voile des Jeux méditerranéens de 2018 ont lieu à Tarragone, en Espagne, du 23 au 29 juin 2018.
Quatre épreuves sont disputées : le laser hommes, le RS:X hommes, le laser femmes et le RS:X femmes.

## Podiums
| Épreuves | Or                           | Argent                    | Bronze                     |
| -------- | ---------------------------- | ------------------------- | -------------------------- |
| Hommes   |                              |                           |                            |
| Laser    | Joaquín Blanco Albalat (ESP) | Pávlos Kontídis (CYP)     | Joel Rodriguez Perez (ESP) |
| RS:X     | Mattia Camboni (ITA)         | Louis Giard (FRA)         | Matteo Evangelisti (ITA)   |
| Femmes   |                              |                           |                            |
| Laser    | Athanasia Fakidi (GRE)       | Silvia Zennaro (ITA)      | Martina Reino Cacho (ESP)  |
| RS:X     | Blanca Manchón (ESP)         | Marina Alabau Neira (ESP) | Flavia Tartaglini (ITA)    |

## Tableau des médailles
Pays organisateur 
| Rang  | Nation  | Or | Argent | Bronze | Total |
| ----- | ------- | -- | ------ | ------ | ----- |
| 1     | Espagne | 2  | 1      | 2      | 5     |
| 2     | Italie  | 1  | 1      | 2      | 4     |
| 3     | Grèce   | 1  | 0      | 0      | 1     |
| 4     | Chypre  | 0  | 1      | 0      | 1     |
| 4     | France  | 0  | 1      | 0      | 1     |
| Total | Total   | 4  | 4      | 4      | 12    |